# Nicolaas Olivier

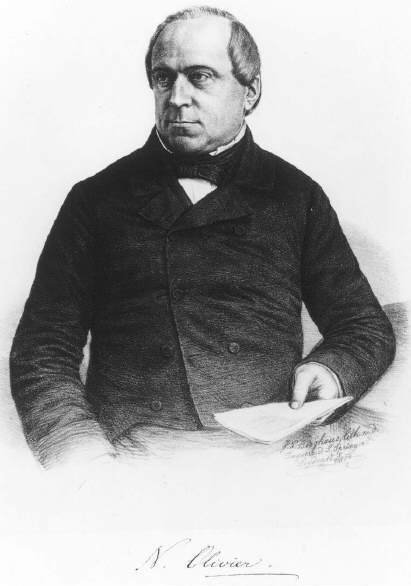

Nicolaas Olivier (Utrecht, 1 augustus 1808 - Den Haag, 12 november 1869) was een vooraanstaand jurist, liberaal lid van de Tweede Kamer en minister.
Olivier studeerde rechten in Utrecht en Leiden, waar hij in 1835 promoveerde. Hij kreeg in Leiden een drukke praktijk als advocaat en publicist over actuele juridische vraagstukken, en hij was vele jaren lid van de gemeenteraad van Leiden. In 1839 richtte hij met zijn collega-advocaten Abraham de Pinto en David H. Levyssohn het juridisch tijdschrift Themis op; hij bleef tot 1854 een van de redacteurs.
In 1858 werd hij namens het hoofdkiesdistrict Rotterdam (Nederland had een districtenstelsel) lid van de Tweede Kamer. Hij was zijn leven lang bevriend met J.R. Thorbecke en stond bekend als een vurige aanhanger van diens politieke overtuigingen - een 'Thorbeckiaan'. Mogelijk verhinderde koning Willem III, die een afkeer van Thorbecke had, in 1851 en 1852 de benoeming van Olivier tot raadsheer bij de Hoge Raad. In 1862 werd Olivier in het Tweede kabinet-Thorbecke minister van Justitie, waarbij hij een tijdlang ook de portefeuille van de minister van Financiën kreeg. In 1866 was hij tot zijn overlijden opnieuw lid van de Tweede Kamer, eerst afgevaardigde van het district Alkmaar, daarna van het district Zuidhorn.